# Phyllodesmium undulatum
Phyllodesmium undulatum is een slakkensoort uit de familie van de Facelinidae. De wetenschappelijke naam van de soort is voor het eerst geldig gepubliceerd in 2014 door Moore & Gosliner.